# Dariusz Kowalski (rzeźbiarz)
Dariusz Kowalski, KODAR (ur. 2 stycznia 1960) – polski rzeźbiarz, członek Związku Polskich Artystów Plastyków, Stowarzyszenia Pracowni Twórczych Lubelska 30/32, Fundacji D.O.M, Stowarzyszenia Rapsod dla Czesława i grupy Via Warsovia. Na co dzień współpracuje z Teresą Pastuszką Kowalską (żoną).
Artysta uczestniczył w dziesiątkach wystaw grupowych, zbiorowych w kraju i za granicą między innymi w Buenos Aires, Stanach Zjednoczonych, Niemczech, Syrii, Francji, Belgii, Litwie i Łotwie. Poza tym brał udział w wystawach: inaugurujących, okolicznościowych, tematycznych, aukcyjnych i innych.

## Życiorys
Dariusz Kowalski w 1980 roku ukończył Państwowe Liceum Sztuk Plastycznych im. Józefa Szermentowskiego w Kielcach, następnie przez rok studiował w Państwowej Wyższej Szkole Sztuk Plastycznych w Poznaniu (1980-1981). W latach 1981–1985 studiował na Akademii Sztuk Pięknych w Warszawie, którą ukończył z wyróżnieniem.
W latach 1986–1993 był nauczycielem zawodu w Warszawskich Zakładach Kamienia Budowlanego Kambud. W latach 1993–1996 pracował jako nauczyciel w Młodzieżowym Ośrodku Socjoterapii SOS w Warszawie.
W latach 1996–2000 był kierownikiem Galerii rzeźby w Warszawie, w latach 2001–2003 prowadził Galerię Sztuka Wnętrza, a od 2004 do 2007 roku prowadził Galerię Do trzech razy Sztuka.
W 2007 roku został komisarzem pleneru, Kamienny krąg (Nietulisko). Następnie w 2008, był kuratorem wystaw: Decentryzm (Ostrowiec Świętokrzyski, Kalisz, Warszawa). W 2008 został komisarzem II międzynarodowego pleneru, Decentryzm (Nietulisko), a w 2010 komisarzem pleneru Art. Konfrontacje (Warszawa). W 2016 był kuratorem wystawy Wyzwalająca moc sztuki 1050 lecie Chrztu Polski (X Zjazd Gnieźnieński, Gniezno), następnie był kuratorem wystawy w K&L Gates w Warszawie.

## Wystawy indywidualne
- 1987 – Biuro Wystaw Artystycznych, Kielce
- 1987 – Stara Kordegarda, Warszawa
- 1993 – Galeria Test, Warszawa
- 1993 – Galeria Rzeźby, Gdańsk
- 1994 – Pierwiastek żeński, pierwiastek męski, Biuro Wystaw Artystycznych, Bydgoszcz
- 1995 – Galeria Brama, Warszawa
- 1995 – Zenke Galerie, Viersen
- 1996 – Hurle Galery, Durbach
- 1997 – Galeria Ars Polona, Warszawa
- 1999 – Pokaz jednego dzieła- droga życia, Galeria Rzeźby, Warszawa
- 1999 – Sparkasse, Menden
- 2000 – Muzeum Środkowej Westfalii
- 2000 – Galeria Zielona, Busko Zdrój
- 2000 – Biuro Wystaw Artystycznych w Kielcach
- 2002 – W brązach i z brązu, Galeria Delfiny Warszawa
- 2003 – Razem i osobno, Biuro Wystaw Artystycznych, Ostrowiec Świętokrzyski
- 2003 – Między dniem a nocą Galeria Otwarte Koło, Wilanów
- 2003 – Impresje praskie, Dom Kultury Praga, Warszawa
- 2004 – Ekspresje, Art Office, Warszawa
- 2004 – Galeria Domu Chemika w Puławach
- 2007 – Galeria Sztuki, Saska Kępa, Warszawa
- 2008 – Muzeum Sportu, Warszawa
- 2012 – 11 July, Menden
- 2015 – Galeria Gess Kip Düsseldorf
- 2015 – W cztery oczy XXX lecie twórczości DAP, Warszawa
- 2015 – Galeria Freta, Warszawa
- 2017 – Z albumu Kowalskich Prom Kultury, Warszawa

## Wystawy zbiorowe
1983 – pokonkursowa na pomnik Wincentego Witosa, Muzeum Etnograficzne, Warszawa
1983 – poplenerowa Grabki Duże w Biurze Wystaw Artystycznych, Kielce
1985 – V Biennale Małych Form, Poznań
1985 – najlepsze dyplomy ‘85, Sopot
1986 – 49 Salon Zimowy, Radom
1986 – Triennale Rzeźby Portretowej, Sopot
1986 – Rysunek Rzeźbiarzy, Centrum Rzeźby Polskiej, Orońsko
1986 – pokonkursowa Odbudowa zabytków Krakowa, Kraków
1987 – Przeciw wojnie, Majdanek,
1987 – XII Przedwiośnie Biuro Wystaw Artystycznych, Kielce
1987 – Wystawa medalierstwa, ZAR, Warszawa
1987 – VI Biennale Małych Form Rzeźbiarskich, Biuro Wystaw Artystycznych, Poznań
1987 – Galeria Towarzystwa Przyjaciół Sztuk Pięknych, Stara Kordegarda, Warszawa
1988 – II międzynarodowe Triennale Sztuki, Majdanek
1988 – Twórcy i tendencje – medalierstwo – Biuro Wystaw Artystycznych, Toruń
1988 – Salon Zimowy Rzeźby – Galeria ZAR, Warszawa
1988 – Ze snów Ephraim Palais, Berlin
1988 – Piekło, VIII Biennale Dantego, Rawenna
1988 – Mała forma rzeźbiarska, Sofia, Jugosławia
1989 – O przestrzeń wolną od wojny, zamek Książ
1989 – Ze snów Biuro Wystaw artystycznych, Piła
1990 – Wystawa Sztuki Polskiej, Worpswede, Niemcy
1990 – Międzynarodowe sympozjum Notoro, Orońsko
1990 – Międzynarodowe sympozjum Notoro, Zakłady Norblina, Warszawa
1992 – Cote cour- cote jardin, Paryż
1993 – Biennale Małych Form, Poznań
1994 – Medalierski autoportret, Muzeum Sztuki Medalierskiej, Wrocław
1994 – B 555, Legnica
1994 – Salon Zimowy, Warszawa
1994 – Artyści Saskiej Kępy, Warszawa
1994 – BASF, Warszawa,
1994 – Zwycięstwo ducha nad materią, Galeria DAP, Warszawa
1995 – Salon Zimowy Rzeźby, ZAR, Warszawa
1995 – Ulica Artystów, Warszawa
1995 – W przestrzeni publicznej i prywatnej, Galeria DAP, Warszawa
1996 – Zastygłe w kamionce, Aktyn Warszawa
1996 – Art. Sacre, Sant Severin, Belgia
1997 – Dante In Polonia, Centrum Dantego, Rawenna
1997 – Dante w sztuce polskiej Galeria Rzeźby, Warszawa
1998 – II Jesienny Salon Plastyki, Ostrowiec Świętokrzyski
1998 – Tunel czasu, Galeria DAP, Warszawa
2000 – Syndrom milenijnego przełomu, Galeria Rzeźby, Galeria DAP, Warszawa
2001 – Altana ciszy, Wilanów
2002 – Arte Polaco, Buenos Aires, Argentyna
2002 – Arte Polaco, Muzeo Metropolitano, Buenos Aires, Argentyna
2003 – Szkiełko i oko, Galeria Lufcik, Warszawa
2003 – Via Warsowia, Dom Chemika, Puławy
2003 – Kunst aus Polen, Kunst Treff, Worpswede
2004 – Pontores Contem Poraneos Galeria, Buenos Aires, Argentyna
2004 – Festiwal sztuki, Milanówek
2004 – Steel forest, Blue City, Warszawa
2004 – Trzy x barok, Stara Papiernia, Konstancin Jeziorna
2004 – Zwycięstwo ducha nad materią- przejście, Galeria DAP, Warszawa
2004 – Via Warsovia, Galeria Do trzech razy sztuka, Warszawa
2005 – W pracowniach i ogrodach Saskiej Kępy, Warszawa
2005 – Dziś premiera, Pruszków
2005 – Via Warsovia, Galeria Delfiny, Warszawa
2005 – Wystawa jubileuszowa, X lat galerii BWA, Ostrowiec Świętokrzyski
2005 – XX lat później, DAP, Warszawa
2006 – Warszawski Festiwal Sztuk Pięknych, Warszawa
2007 – Arte Polaco, Argentyna
2008 – Biennale Sztuki, Pekin, Chiny
2008 – Poznaj Zmiany, Poznań
2008 – Wystawa Decentryzmu w Rainhaim, Niemcy
2008 – W poszukiwaniu ukrytej dominacji, BWA, Ostrowiec Świętokrzyski
2008 – Decentryzm, Muzeum Ziemi Kaliskiej, Kalisz
2008 – Decentryzm, Centrum Promocji Kultury, Warszawa
2008 – Via Varsovia, Daugawpils, Łotwa
2009 – Via Warsovia, Dom Kultury Polskiej, Wilno
2008 – Poznaj zmiany, Poznań
2009 – Poznaj zmiany, Poznań
2009 – Między światłem a cieniem, DAP, Warszawa
2009 – Między światłem a cieniem, DAP, Warszawa
2009 – Babie lato w Bolewicach, Boglewice
2010 – Obsesja czy fascynacja, DAP, Warszawa
2010 – Novotel Garden Galery, Warszawa
2010 – Polski salon sztuki, Warszawa
2010 – Bożej miłości posłańcy, Duszpasterstwo Środowisk Twórczych, Warszawa
2011 – Nad…tchnienie, DAP, Warszawa
2011 – Nowotel Garden Galery, II edycja, Warszawa
2011 – Rzeźbiarze Saskiej Kępy, Warszawa
2011 – Zastrzyk sztuki, Via Warsovia, DAP, Warszawa
2012 – Nowotel Garden Galery, III edycja, Warszawa
2012 – Nie wszystko na sprzedaż DAP, Warszawa
2012 – Galeria wieża, Warszawa
2013 – Rawskie lato ze sztuką, Rawa Mazowiecka
2013 – Ludzki wymiar, DAP, Warszawa
2014 – Ludzki wymiar, Ciechanów
2014 – Pamięć i nadzieja, DAP, Warszawa
2014 – Muzeum im. K. Pułaskiego, Warka
2016 – Galeria na emporach, Warszawa
2016 – Artyści Saskiej Kępy, Warszawa
2016 – Ego, DAP, Warszawa
2017 – Wystawa okręgowa ZPAP
2017 – I forum Rzeźby, Mazurkas
2018 – Wystawa okręgowa ZPAP
2018 – Wystaw w Szczebrzeszynie i Krakowie Judaica
2018 – II Forum Rzeźby, Mazurkas
2019 – wystawa Źródło OW ZPAP

## Ważniejsze realizacje
1986 – Monumentalne płaskorzeźby brama Cmentarza Żydowskiego, Warszawa
1989 – Figury ołtarza kościoła NMP, Sokołów Podlaski
1996 – rzeźba Pokolenia, Durbach, Niemcy
1999 – pomnik Z ducha Wolności, Menden, Niemcy
2001 – pomnik Pomordowanych w Praskich Więzieniach, ul. Namysłowska, Warszawa
2001 – pomnik Pomordowanych i Pogrzebanych w bezimiennych mogiłach, Cmentarz Bródzieński, Warszawa
2002 – monumentalne figury Archaniołów, kościół, Zgorzelec
2003 – wystrój rzeźbiarski Muzeum Powstania Warszawskiego
2005 – projekt i wystrój kaplicy, szkoła Św. Franciszka w Warszawie
2006 – rzeźba Ronalda Reagana, Doylewstone, Stany Zjednoczone
2006 – witraż w kościele pw. Dzieciątka Jezus, Warszawa
2006 – kamienne hermy i portret Pierre’a de Coubertina, Muzeum Sportu, Warszawa
2007 – rzeźba Agnieszki Osieckiej w Warszawie
2007 – pomnik Inwalidów Wojennych 1918-1920, Kolonia Inwalidzka
2007 – Figura Chrystusa, Prezbiterium Kościoła Dzieciątka Jezus, Warszawa
2008 – rzeźba Idol, Swaida, Syria
2008 – Projekt i realizacja rzeźbiarska Prezbiterium kościoła, Gdańsk Chełm
2009 – Projekt i realizacja kaplicy, Kiełczewice
2009 – płaskorzeźba Matka Miłosierdzia, Dom Sióstr Miłosierdzia, Warszawa
2009 – płaskorzeźba monumentalna Sahara, Warszawa
2009 – rzeźba Brama dialogu – Kultura europejska, Syria
2010 – rzeźba Pani S Pole Mokotowskie, Warszawa
2012 – rzeźba Europolgaz, Warszawa
2012 – rzeźba w granicie Kamienne oblicze, Strzegom
2013 – Pomnik bitwy pod Myszyńcem (powstanie styczniowe 1863), Myszyniec
2014 – pomnik w Magnuszewie (Przyczółek warecko-magnuszewski), Magnuszew
2015 – Anioł monumentalna rzeźba na Cmentarzu Brudzieńskim, Warszawa
2016 – Krucyfiks do kościoła Królowej Meksyku w Laskach
2017 – Krucyfiks do kościoła Św. Józefa w Cycowie
2018 – Epitafium Heinricha Schulte w Menden
2018 – Pomnik Niepodległości w Dorohusku
2018 – Pojedynek Bohuna z Wołodyjowskim w Babicach

## Sympozja, plenery, konferencje
1998 – plener rzeźbiarski, zamek Książ
1999 – plener rzeźbiarski, zamek Książ
1990 – międzynarodowe sympozjum Notoro, Orońsko
1996 – sympozjum, Durbach, Schwarzwald
2004 – plener rzeźbiarski, Zakrzów
2007 – Kamienny krąg, plener rzeźbiarski, Nietulisko
2008 – II międzynarodowy plener rzeźbiarski, Decentryzm, Nietulisko
2008 – Sympozjum Bazalt I, w Syrii
2009 – sympozjum Bazalt II, Swaida, Syria
2009 – Bałtyckie impresje, Łeba
2010 – Art. Konfrontacje plener rzeźbiarski, Pole Mokotowskie, Warszawa
2012 – Strzegomski plener rzeźby w granicie, Strzegom

## Prace w zbiorach
Muzeum Medalierstwa we Wrocławiu
Związek Artystów Rzeźbiarzy w Warszawie
Centrum Rzeźby Polskiej w Orońsku
Muzeum Sportu w Warszawie
Kolekcje prywatne(Niemcy, Grecja, USA i inne)
Corocznie statuetki dla Grand Prix dla Festiwalu Mozartowskiego
Corocznie statuetki dla Gazety Finansowej
Seat Kometa W piramidzie, Warszawa,
Autogala Remedium, Warszawa

## Członkostwo
Związek Polskich Artystów Plastyków, Okręg Warszawski od 1995 r.
Stowarzyszenie Pracownie Twórcze Lubelska 30/32, Warszawa
Stowarzyszenie Stanisława ze Skalbmierza
Towarzystwo Przyjaciół Mazowsza
Stowarzyszenie Przyjaciół SOS
Stowarzyszenie Rapsod dla Czesława
Fundacja D.O.M.
Delegat krajowy ZPAP – czterokrotnie

## Organizacja i udział w charytatywnych aukcjach dzieł sztuki
1997 – Aukcja dzieł sztuki Łazienki Królewskie
1997 – Aukcja dzieł sztuki, Galeria Rzeźby
1997 – Artyści Artystom, DAP, Warszawa
1999 – Aukcja dla powodzian, Muzeum Narodowe, Warszawa
2002 – Każde dziecko ma prawo do radości, Hotel Merkury, Warszawa
2001 – Artyści dla Hospicjum, Salon Kometa, Warszawa
2002 – Artyści Galerii Delfiny dla Hospicjum, Galeria Lis Meble, Warszawa
2010 – Solidarni w Aukcji, aukcja na rzecz Michała Kusa, Hotel Polonia, Warszawa
2011 – Artyści dla Adasia, Hotel Nowotel, Warszawa
2015 – Aukcja dzieł sztuki na rzecz Syrii, Muzeum Azji i Pacyfiku, Warszawa